# Møre og Romsdal

Møre og Romsdal je okrožje na skrajnem severnem delu Zahodne Norveške. Meji na okrožja Trøndelag, Innlandet in Vestland. Uprava je v mestu Molde, medtem ko je Ålesund največje mesto. Okrožje upravlja občina Møre og Romsdal, ki vključuje izvoljeni okrožni svet in župana. Nacionalno vlado zastopa guverner okrožja.

## Ime
Ime Møre og Romsdal je nastalo leta 1936. Prvi element se nanaša na okrožji Nordmøre in Sunnmøre, zadnji element pa na Romsdal. Do leta 1919 se je okraj imenoval Romsdalens amt, od leta 1919 do 1935 pa Møre fylke.
Več sto let (1660-1919) se je okraj imenoval Romsdalen amt, po dolini Romsdalen v današnji občini Rauma. Staronordijska oblika imena je bila Raumsdalr. Prvi element je rodilnik imena Raumr, ki izhaja iz imena reke Rauma, tj. 'Dolina Rauma'. Raumr se lahko nanaša na potok ali tok ali na bučeče ali grmeče slapove, kot je slap Sletta. Povsem legendarni pristop k imenu se nanaša na Rauma Starega, enega od sinov Nóra, istoimenskega norveškega kralja Saga, je bilo nekaj polemik glede imena. Leta 1919 so bila številna stara imena okrožij spremenjena in to okrožje se je preimenovalo v Møre fylke.
Ime Møre je bilo izbrano za predstavitev regije, kjer je živela večina prebivalcev okrožja. To ime je dativ staronordijščine: Mǿrr (á Mǿri) in verjetno izhaja iz besede marr, ki se nanaša na nekaj mokrega, kot je barje (pogosto ob zunanji obali) ali samo morje. Ime se razlaga kot 'obalno območje' ali 'močvirje'. Møre je bilo prvotno ime obalnega območja od Stada in severja, vključno z večino Fosena. (Na Švedskem obstaja tudi obalno okrožje, ki ima isto ime: Möre.) Sprememba imena iz Romsdalen v Møre je bila sporna in prebivalcem regije Romsdal ni bila všeč. Končno leta 1936 je bilo ime znova spremenjeno v kompromisno ime: Møre og Romsdal.
Dvoumna oznaka møring — »oseba iz Møreja« — se uporablja izključno za ljudi iz Nordmøreja (in redkeje za ljudi iz Sunnmøreja), pri čemer so izključeni ljudje iz Romsdala (medtem ko se posledično romsdaling — »oseba iz Romsdala« — uporablja za slednje).

## Geografija
Tradicionalno je bilo okrožje razdeljeno na tri enote. Od severa proti jugu so to Nordmøre, Romsdal in Sunnmøre. Čeprav okrožja nimajo ločenih vlad in kljub sodobnim cestnim, pomorskim in zračnim povezavam po celotnem okrožju, imajo te tri enote še vedno svojo identiteto v mnogih pogledih. Zgodovinsko gledano so bile povezave med Nordmørejem in Sør-Trøndelagom na severu, Romsdalom in Opplanom na vzhodu ter Sunnmørejem in Sogn og Fjordanom na jugu močnejše kot notranje. O tem jasno pričajo razlike v narečjih med tremi enotami. Zaradi geografskih značilnosti ima okrožje veliko naseljenih otokov in je prepredeno z več globokimi fjordi. Zaradi težavnega terena je bil Møre og Romsdal zelo odvisen od ladijskega prometa, njegova glavna trajektna družba MRF pa obstaja že od leta 1921.

### Naselja
Møre og Romsdal ima šest naselij s statusom mesta. Največja tri (Ålesund, Kristiansund in Molde) so bila mesta že dolgo pred letom 1993, ko so občine dobile pravno pooblastilo za podelitev statusa mesta in ne le kralj (in vlada). Ta sprememba zakona je povzročila povečanje števila mest (Fosnavåg, Åndalsnes in Ulsteinvik so bili dodani po tem času). V okrožju je veliko drugih mestnih naselij (kot jih je opredelil norveški statistični urad) brez statusa mesta, vsaka občina razen Halsa in Smøla vsebuje vsaj eno. Od 1. januarja 2018 je v okrožju na gosto poseljenih območjih živelo 192.331 ljudi (približno 72 odstotkov prebivalstva), medtem ko je na redko poseljenih območjih le 73.946 ljudi. Gostota prebivalstva je največja ob obali, saj so vsa mesta v okrožju ob morju.
Največje mesto v okrožju je Ålesund z 52.626 prebivalci v aglomeraciji, ki jo tvori skupaj z deli Sule.
| Rang | Mesto/Urbano območje | Občina        | Okrožje  | Št. prebivalcev (2022) |
| ---- | -------------------- | ------------- | -------- | ---------------------- |
| 1    | Ålesund              | Ålesund, Sula | Sunnmøre | 54.983                 |
| 2    | Molde                | Molde         | Romsdal  | 21.417                 |
| 3    | Kristiansund         | Kristiansund  | Nordmøre | 18.047                 |
| 4    | Ørsta                | Ørsta         | Sunnmøre | 7252                   |
| 5    | Volda                | Volda         | Sunnmøre | 6891                   |
| 6    | Ulsteinvik           | Ulstein       | Sunnmøre | 5936                   |
| 7    | Aure                 | Sykkylven     | Sunnmøre | 4314                   |
| 8    | Nordstrand           | Giske         | Sunnmøre | 4262                   |
| 9    | Sunndalsøra          | Sunndal       | Nordmøre | 3907                   |
| 10   | Hareid               | Hareid        | Sunnmøre | 3467                   |

## Občine
Møre og Romsdal ima skupaj 26 občin:
Kristiansund, Molde, Ålesund, Vanylven, Sande, Herøy, Ulstein, Hareid, Ørsta, Stranda, Sykkylven, Sula, Giske, Vestnes, Rauma, Aukra, Averøy, Gjemnes, Tingvoll, Sunndal, Surnadal, Smøla, Aure, Volda, Fjord, Hustadvika

## Zgodovina
Okrožje (s sedanjimi mejami) je bilo ustanovljeno leta 1671 - vendar je bilo po samo štirih letih (leta 1675) razdeljeno na dva amta (okraja): Romsdal (ki je vključeval Nordmøre) in Sunnmøre (ki je vključeval Nordfjord). Leta 1680 (samo 5 let kasneje) je bil Sunnmøre (vključno z Nordfjordom) združen v Bergenhus amt. Nato so se leta 1689 (še 9 let kasneje) tri regije Romsdal, Sunnmøre in Nordmøre ponovno združile v eno alt/grofijo: Romsdalen. Leta 1701 (še 11 let pozneje) je bil Romsdalen amt razdeljen med Trondhjems amt (ki je dobil Romsdal in Nordmøre) in Bergenhus amt (ki je dobil Sunnmøre). Leta 1704 (samo 4 leta kasneje) so bile tri regije Romsdal, Sunnmøre in Nordmøre ponovno združene v eno grofijo. Meje okrožja se od leta 1704 niso bistveno spremenile. Priložena župnija Vinje znotraj večje župnije Hemne je bila leta 1838 prenesena iz Romsdalens amt na Søndre Trondhjems amt (po zakonu Formannskapsdistrikt iz leta 1838 župnija ni več mogla biti razdeljena med dve županiji, torej je moralo biti Vinje v istem okraju kot ostala župnija).
1. januarja 2019 je bila občina Rindal prenesena iz okraja Møre og Romsdal v sosednje okrožje Trøndelag. 1. januarja 2020 je občina Halsa postala del nove občine Heim v okrožju Trøndelag.
Leta 2019 so arheologi norveškega inštituta za raziskovanje kulturne dediščine z uporabo obsežne radarske tehnologije visoke ločljivosti ugotovili, da je na otoku Edøya blizu cerkve Edøy zakopana 17 metrov dolga vikinška ladja. Ocenjujejo, da je ladja stara več kot 1000 let: iz merovinškega ali vikinškega obdobja; skupina je nameravala dodatno preiskati območje. Podoben pokop je že našla ekipa NIKU leta 2018 v Gjellestadu.